# Calanthe actinomorpha
Calanthe actinomorpha là một loài thực vật có hoa trong họ Lan. Loài này được Fukuy. mô tả khoa học đầu tiên năm 1935.